# Moreiraxena
Moreiraxena Miller, 1970 è un genere di ragni appartenente alla famiglia Linyphiidae.

## Distribuzione
L'unica specie oggi nota di questo genere è stata rinvenuta in Angola.

## Tassonomia
Dal 1970 non sono stati esaminati esemplari di questo genere.
A giugno 2012, si compone di una specie:
- Moreiraxena chicapensis Miller, 1970[3] — Angola